# 福開森
福开森（英語：John Calvin Ferguson，1866年—1945年），美國教育家，文物专家，慈善家，社会活动家。中华民国初期总统府政治顾问。

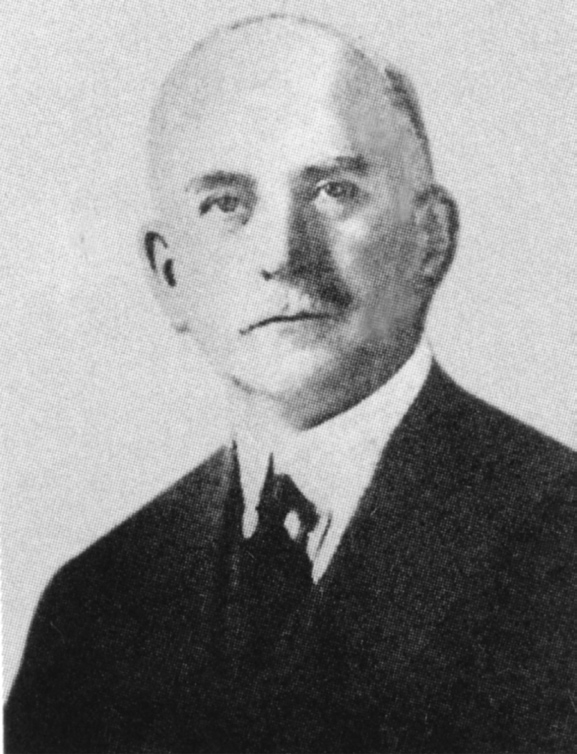
福开森。

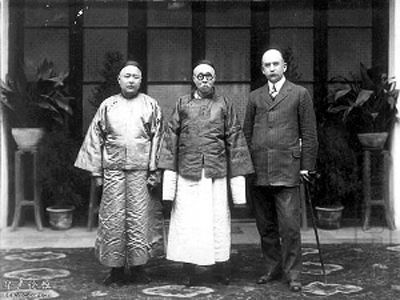
蔡乃煌（中）与福开森（右）合影

## 生平
1866年出生于加拿大安大略納帕尼，父为教会牧师。自幼随家移居美国。

### 南京
1886年毕业于波士顿大学，获文学学士学位，旋婚。随后来到中国，先在江苏镇江学习汉语，1887年到南京，在估衣廊居所办校开课。1888年，美国美以美会创办汇文书院（The Nanking University），傅罗会督任命他出任院长（president）。汇文书院教职主要来自美国，书院设博物院、医学馆、圣道馆，并设附属中学；后于1910年与宏育书院合并为金陵大学。

### 上海
1896年，李鸿章幕府重臣盛宣怀在上海创建南洋公学，受聘出任监院之职，参与创建工作；翌年辞汇文书院校长之职，出任南洋公学监院（president，校长），直至1902年。初致力校舍建设、设备选定、课程设置、教师聘用，并亲手设计该校最早的两幢建筑物，中院和上院；南洋公学后改为南洋大学、交通大学。与汇文书院不同，南洋公学为中国人自办的学校，故聘用了许多著名的中国学者任职任教，如吴稚晖、钮永建、章太炎、蔡元培、张元济等；借此扩展了与中国学人及士绅的交往。1899年办《新闻报》。1898年受聘为两江总督刘坤一幕僚。1900年兼任湖广总督张之洞幕僚，参与策划东南互保。1902年参与修订中国对日对美条约。

### 北京
1908年到北京任邮传部顾问。曾出任华洋义赈会会长；1910年中原大旱，募得赈灾金约100万美元，被清廷封赐为二品顶戴。
1921年奉派作为中国代表团成员与顾问参加以遏制日本在华扩张为重要议题的华盛顿会议。1938年10月福开森夫人在北平居所病故。1941年太平洋战争爆发后，由于福开森年老体弱，日本没有将其押送山东潍县乐道院集中营，而是住进了北平英国大使馆。1943年12月，福开森作为交换战俘被日本遣送回美国。
1945年在波士顿去世。

## 评价
- 福开森在华57年，对中国社会颇具影响，对中西文化交流卓有贡献。福开森对中国文化兴趣浓烈，能说一口极流利的南京话，能书写漂亮的汉字毛笔字，特别热衷鉴别与收藏中国古董字画。后居北京，专门研究中国文化，且著书立说，专论中国艺术品和古代文物。一生收藏许多中国文物珍品。部分收藏品陈列于纽约大都会博物馆；1934年，捐赠家中数十年全部收藏品给金陵大学，1952年金陵大学和南京大学合并，陈列于南京大学考古与艺术博物馆。

## 轶事
- 上海法租界曾有一条马路以他的名字命名为福开森路（今徐汇区武康路）。
- 福开森在北京的旧居是喜鹊胡同3号。